# Silvestre Conti
Silvestre Conti (9 dicembre 1901 – ...) è stato un calciatore argentino, di ruolo centrocampista.

## Caratteristiche tecniche
Giocava come mediano sinistro.